# 社会主义运动 (墨西哥)
社会主义运动（西班牙語：Movimiento al Socialismo，缩写为MAS）是墨西哥的一个托洛茨基主义政党。该党成立于1980年，当时取名为社会主义工人党，起源于第四國際內部曼德尔派和莫雷诺派的分裂。现为国际工人团结—第四国际的支部。
2004年，该党註冊為全国政治團體，取名為社会主义运动。党报是《社会主义者》，一份自黨成立以來出版的雙月刊、獨立和非廣告報紙；另一份出版物是自2004年以來出版的季刊和國際理論期刊《Pluma》，并有赞助了數位討論論壇Carbine 30-30。目标在城市和農村建立墨西哥工人的政治组织。在歷史上，參加了幾項運動，其中定居者爭取體面住房權的鬥爭以及1985年地震受害者的組織工作非常突出，还共同領導了1999年—2000年墨西哥國立自治大學的罷工。在21世紀的第一個十年中，領導了墨西哥一些最重要的勞工運動，有Euzkadi工人罷工、反對Continental Tire、San Luis Potosí彩色玻璃窗的運動以及1990年代初墨西哥城的通用汽車工廠的運動等。他們參與獨立於國家機器組織的工人和教師部門，还參加了CNTE教學人員的第22條，APPO的骨幹和2006年的示威。该党是民主權威內部的一個重要趨勢，特別是在瓦哈卡州。他們在爭取政治犯自由的鬥爭中發揮了突出作用，為墨西哥和全世界所有政治犯的自由大聲疾呼。该党於2004年與国际工人联盟—第四国际决裂，並於2012年與其他國家相關組織一起成立“争取革命國際重組委員會”，為重建第四國際而戰。
2016年，在该党第十三次代表大会上，正式改名为社会主义运动。